# Carcinops schwarzi
Carcinops schwarzi är en skalbaggsart som beskrevs av Wenzel 1944. Carcinops schwarzi ingår i släktet Carcinops och familjen stumpbaggar. Inga underarter finns listade i Catalogue of Life.